# Thuken Hutuktu
| Tibetische Bezeichnung                                                                  |
| --------------------------------------------------------------------------------------- |
| Tibetische Schrift: ཐུའུ་བཀྭན་                                                             |
| Wylie-Transliteration: Thu’u bkvan Hu thog thu                                          |
| Andere Schreibweisen: Thuken Rinpoche, Tuken Hutuktu                                    |
| Chinesische Bezeichnung                                                                 |
| Traditionell: 土觀呼圖克圖, 土觀活佛                                                    |
| Vereinfacht: 土观呼图克图, 土观活佛                                                     |
| Pinyin:Tǔguān hūtúkètú, Tuguan hutuketu, Tuguan huofo, Tuguan Renboqie, Tuguan Khutuktu |

Thuken Hutuktu (tibetisch ཐུའུ་བཀྭན་;Wylie Thu’u bkvan Hu thog thu) ist der Titel des Linienhalters einer Inkarnationsreihe des Monguor-Klosters Gönlung Champa Ling. Die übliche chinesische Bezeichnung ist Youning si 佑宁寺/佑寧寺 ("Youning-Kloster"), selten auch Gonglun si 贡伦寺 (nach der tibetischen Bezeichnung). und des Klosters Kumbum (sku ’bum) der Gelug-Schule des tibetischen Buddhismus in der nordwestchinesischen Provinz Qinghai. Der Amtsträger residierte in der späteren Zeit der Mandschu-Herrschaft der Qing-Dynastie in der Hauptstadt Peking. Er zählte zu den sieben großen Hutuktus Qinghais während der Qing-Zeit in der Hauptstadt Peking.
Der erste Vertreter dieser Linie, Lobsang Rabten (Blo bzang rab brtan; † 1678), stammte aus dem (gleichnamigen) Dorf (chin.) Tuguan der Gemeinde (chin.) Wushi des Kreises (chin.) Huzhu (dem heutigen Autonomen Kreis Huzhu der Tu der Tu in Qinghai) in dem sich das Kloster Gönlung Champa Ling befindet. Sein Mönchsname (chin.) Tuguan stammt von seinem Herkunftsort, er wurde später in (chin.) Tuguan (in einer anderen chin. Schreibung) geändert. Er war der siebzehnte Abt des Gönlung-Klosters.
Berühmt war die dritte Persönlichkeit dieser Linie, Thuken Lobsang Chökyi Nyima (1737–1802). Insgesamt gibt es achtzehn, für die ersten zehn wurden die Titel postum verliehen, so dass man heute (nur) von eins bis acht zählt.

## Liste der Thuken Hutuktus
|          | Name (dt./tib.)                                                                   | Lebenszeit | Kurzbeschreibung |
| -------- | --------------------------------------------------------------------------------- | ---------- | --- |
| 1. (11.) | Lobsang Rabten (Blo bzang rab brtan)                                              | † 1679     | |
| 2. (12.) | Ngawang Chökyi Gyatsho (ngag dbang chos kyi rgya mtsho)                           | 1680–1736  | [ 14 ] |
| 3. (13.) | Lobsang Chökyi Nyima (blo bzang chos kyi nyi ma)                                  | 1737–1802  | wurde 1789 im Chakhyung-Kloster zum 44. Abt und im Kumbum-Kloster zum 35. Abt ernannt; nachdem er im Kumbum-Kloster das "Thuken-Trülku-Kolleg" gegründet hatte, wurde er auch "Kumbum-Kloster-Trülku" genannt |
| 4. (14.) | Lobsang Thubten Chökyi Gyeltshen (blo bzang thub bstan chos kyi rgyal mtshan)     | 1803–1826  | |
| 5. (15.) | ?                                                                                 | 1827–1838  | |
| 6. (16.) | Lobsang Wangchug Shedrub Gyatsho (blo bzang dbang phyug bshad sgrub rgya mtsho ?) | 1839–1894  | |
| 7. (17.) | Kelsang Dönje Nyima (bskal bzang don byed nyi ma)                                 | 1898-1959  | |
| 8. (18.) | Jamyang Lobsang Tenpe Nyima ( 'jam dbyangs blo bzang bstan pa'i nyi ma)           | * 1980     | aus dem Autonomen Kreis Xunhua der Salar in Qinghai |